# 官亭镇 (肥西县)
官亭镇，是中华人民共和国安徽省合肥市肥西县下辖的一个乡镇级行政单位。

## 行政区划
官亭镇下辖以下地区：
官亭街道社区、江夏社区、金桥社区、马店社区、焦婆社区、丰祥回民社区、官亭村、高庄村、夏祠村、河北村、团结村、童大井村、张祠村、兴塘村、五里村、老庙村、郭桥村、芦塘村、金郢村、黄店村、八十墩村、新桥村、姚岗村、半店村、王集村、王祠村、新民村、朱桥村、缪大庄村、金华村、楼郢村、金星村和余店村。